# Domingo Albariño
Domingo Albariño (o Albariños) fue un militar argentino con destacada intervención en la lucha contra las Invasiones Inglesas, la Guerra de Independencia de la Argentina y la campaña de la Expedición Libertadora del Perú.

## Biografía
Domingo Albariño nació en Buenos Aires, Virreinato del Río de la Plata, el 22 de mayo de 1781, hijo de Jacinto Albariño, nacido en Neda, Galicia, en 1750 y de Cecilia Sulivan nacida en Buenos Aires en 1758.
Al producirse en 1806 la primera de las Invasiones Inglesas al Río de la Plata, Albariño se sumó a las fuerzas de resistencia al mando de Juan Martín de Pueyrredón participando del combate de Perdriel y de la posterior reconquista de la ciudad.
Luchó también en 1807 contra la segunda invasión siendo ascendido a subteniente del Regimiento del Río de la Plata.
En 1809 era ya teniente. Al estallar la Revolución de Mayo, el teniente Albariño se sumó al movimiento y fue integrado a la Primera expedición auxiliadora al Alto Perú a las órdenes del coronel de arribeños Francisco Ortiz de Ocampo.
Al disolverse las fuerzas reunidas por el Virrey Santiago de Liniers, quien encabezaba la Contrarrevolución de Córdoba, el teniente Albariño tomó prisioneros en Ambargasta a los líderes del movimiento Juan Gutiérrez de la Concha, Santiago Allende, el asesor Rodríguez y el secretario Moreno, quienes pretendían unirse al ejército Goyeneche en el Alto Perú.
Su intervención en la captura de los oficiales realistas prófugos, que fueron ejecutados, le valió el ascenso al grado de capitán.
En la posterior campaña luchó en las batallas de Cotagaita y Suipacha.
Fue el primer oficial de la revolución enviado a la Provincia de Santiago del Estero, con el objeto de preparar junto al coronel Juan Francisco Borges los efectivos que la provincia reclutaría para el Ejército del Norte y encargarse de la logística para su paso por la provincia rumbo al teatro de operaciones. De allí surgió el Batallón de Patricios Santiagueños que se unió al Ejército del Norte.
En 1815 fue tomado prisionero en el Combate de El Tejar. Permaneció detenido en las casamatas del Callao y de Lima hasta el 3 de mayo de 1821, cuando fue incluido en un canje de prisioneros acordado por el general José de San Martín.
Albariño regresó al ejército con el grado de teniente coronel. El 6 de junio de 1821 participó del Combate de Chachapoyas, en las pampas de Higos Urco, donde las tropas al mando del teniente coronel argentino Nicolás Arriola vencieron a las fuerzas realistas comandadas por José Matos. La llegada de los refuerzos de Trujillo comandados por Albariño sería lo que decidiría el éxito de la jornada.
El 22 de diciembre de 1821 el teniente coronel Albariño fue nombrado Gobernador de la Provincia de Maynas. Para controlar el territorio dividió sus fuerzas en pequeñas partidas, lo que demostró ser un error. El 27 de febrero de 1822, a poco tiempo de haber asumido sus funciones, se sublevaron en el Putumayo los soldados José María Moreno, Eustaquio Babilonia y el sargento Bernardo Quiles. Capitaneados por el sargento mayor Santiago Cárdenas y por fray Antonio Aragonés, cura de Vehira, obtuvieron refuerzos levantando las partidas en Tabatinga, Loreto, Pevas, Nauta, San Regis, Lagunas y Balsapuerto, donde fusilaron al capitán patriota Juan Manuel Mollinedo y a seis soldados. 
Albariño tenía armas, alrededor de 300 fusiles de chispa, pero no hombres entrenados. El 20 de marzo dispuso la creación de un cuerpo al que denominó Cazadores de Moyobamba, pero no tendría tiempo de organizarlos adecuadamente. 
Al mediodía del 24 de mayo de 1822 las fuerzas de Santiago Cárdenas llegaron a Moyobamba. Albariño alineó a sus escasas tropas junto a la quebrada de Rumiyacu para defender la ciudad. 
Antes de ser aislado, envió un mensaje a Burga y Cisneros, alcalde de Chachapoyas, por intermedio del "extranjero mahometano católico Juan Bautista Albariño, criado que había sido del finado Gobernador D.Domingo Albariño y de D.Gerónimo Portocarroro, cura de Taulia los que daban aviso de que Quiles y Cárdenas cabecillas de los sublevados realistas habían reunido como mil hombres armados".
La resistencia se mantuvo hasta las 5 de la tarde, en que los realistas tomaron la ciudad. El teniente coronel Domingo Albariño fue tomado prisionero y fusilado, probablemente entre el 25 y el 31 de mayo de 1822.
El aviso de Albariño recién sería retransmitido por el alcalde de Chachapoyas el 31 de mayo. El 3 de junio se conocía en Trujillo la noticia de la derrota y el 6 la de la muerte de Albariño y de Arana, cura de Moyobamba.